# 大草滩水库
大草滩水库是中国甘肃省嘉峪关市境内的一座水库，位于讨赖河上，建于1959年。水库正常库容为4500万立方米，海拔为1896.5米。